# Ray Calleja
Jo Zette är en dragshow-figur från Malta, som gestaltas av sångaren och musikproducenten Ray Calleja. Jo Zette har haft hitlåtar som: "Catwalk" och "Love is...". Catwalk har blivit en minihit i Sverige. Jo Zette är framförallt känd på Malta och för hans deltagande i den maltesiska uttagningen till Eurovision Song Contest 2009. Där han deltog med låten I'm me. 
Han representerade Malta i "World Song Contest 4 2011" med låten "Love is...", där han dessvärre blev sist med 8 poäng.
Den egentliga åldern på Ray Calleja vet man inte, men han har uppgett att han är äldre än 25 år.
BOMBA - Ett komediprogram i Malta producerat av Ray Calleja.

## Diskografi

### Album
- Catwalk